# Санок (притока Ворсклиці)
Санок — річка в Україні й Росії, у Сумському, Красноярузькому й Грайворонському районах Сумської й Бєлгородської областей. Права притока Ворсклиці (басейн Дніпра).

## Опис
Довжина річки 20 км, похил річки — 1,8 м/км. Площа басейну 135 км².

## Розташування
Бере початок на північно-східній околиці Грабовського. Тече переважно на південний схід через Почаєво і у Дорогощь впадає в річку Ворсклицю, праву притоку Ворскли.